# 賦引付
賦引付（くばりひきつけ）とは、鎌倉幕府・室町幕府で行われた訴訟手続きである賦の内容を記した引付（記録）。

## 概要
賦を担当した賦奉行が書き残した訴状や具書の控である。正式な賦奉行ではなかったものの、室町幕府政所代として政所沙汰の賦の業務を担当していた蜷川家の賦引付が現存唯一のものである（他にも賦引付の可能性のある文書は残されている）。文明5年（1473年）から天文19年（1550年）までのものが断続的に残されているだけであるが、特に当該期には徳政令や分一銭に関する訴訟が頻発しており、同家の賦引付はその状況を反映している。
類似のものとして、実際の判決文が書かれた裁許状の控である加判引付（御判引付）と呼ばれる奉行人の連署・花押のある引付がある。